# Myrica
Myrica L. è un genere di piante della famiglia delle Myricaceae.

## Tassonomia
Il genere comprende le seguenti specie:
- Myrica adenophora Hance
- Myrica arborea Hutch.
- Myrica brevifolia E.Mey. ex C.DC.
- Myrica cacuminis Britton & P.Wilson
- Myrica californica Cham.
- Myrica caroliniensis Mill.
- Myrica cerifera L.
- Myrica chevalieri (Parra-Os.) Christenh. & Byng
- Myrica chimanimaniana (Verdc. & Polhill) Christenh. & Byng
- Myrica cordifolia L.
- Myrica dentulata Baill.
- Myrica esculenta Buch.-Ham. ex D.Don
- Myrica faya Aiton
- Myrica funckii A.Chev.
- Myrica gale L.
- Myrica goetzei Engl.
- Myrica hartwegii S.Watson
- Myrica holdridgeana Lundell
- Myrica humilis Cham.
- Myrica inodora W.Bartram
- Myrica integra (A.Chev.) Killick
- Myrica integrifolia Roxb.
- Myrica interrupta Benth.
- Myrica javanica Blume
- Myrica kandtiana Engl.
- Myrica kilimandscharica Engl.
- Myrica kraussiana Buchinger
- Myrica lindeniana C.DC.
- Myrica meyeri-johannis Engl.
- Myrica microbracteata Weim.
- Myrica mildbraedii Engl.
- Myrica nana A.Chev.
- Myrica parvifolia Benth.
- Myrica pavonis C.DC.
- Myrica pensylvanica Mirb.
- Myrica phanerodonta Standl.
- Myrica picardae Krug & Urb.
- Myrica pilulifera Rendle
- Myrica pringlei Greenm.
- Myrica pubescens Humb. & Bonpl. ex Willd.
- Myrica punctata Griseb.
- Myrica quercifolia L.
- Myrica rotundata Steyerm. & Maguire
- Myrica rubra (Lour.) Siebold & Zucc.
- Myrica salicifolia Hochst. ex A.Rich.
- Myrica serrata Lam.
- Myrica shaferi Urb. & Britton
- Myrica singularis Parra-Os.
- Myrica spathulata Mirb.